# Kaple svaté Alžběty (Luhačovice)
Kaple svaté Alžběty je samostatně stojící kaple z konce 18. století v Luhačovicích.

## Historie
Kaple byla vybudována v roce 1795 a je tak nejstarší stavbou v lázeňském centru Luhačovic. Její investorkou byla tehdejší majitelka luhačovických lázní Alžběta Serényiová. Kaple byla vysvěcena 24. června 1795 olomouckým metropolitním kanovníkem Janem Nepomukem Serenyim. Kaple sloužila nejen ke mším, ale měla také význam ryze praktický – její zvonek ohlašoval začátek a konec lázeňských procedur.
Zvon s reliéfem Nejsvětější Trojice, který byl původně v kapli umístěn, byl snesen a roztaven během 1. světové války. Nový zvon byl do kaple instalován a slavnostně požehnán v roce 2013.
Od roku 1958 je kaple kulturní památkou.

## Architektura

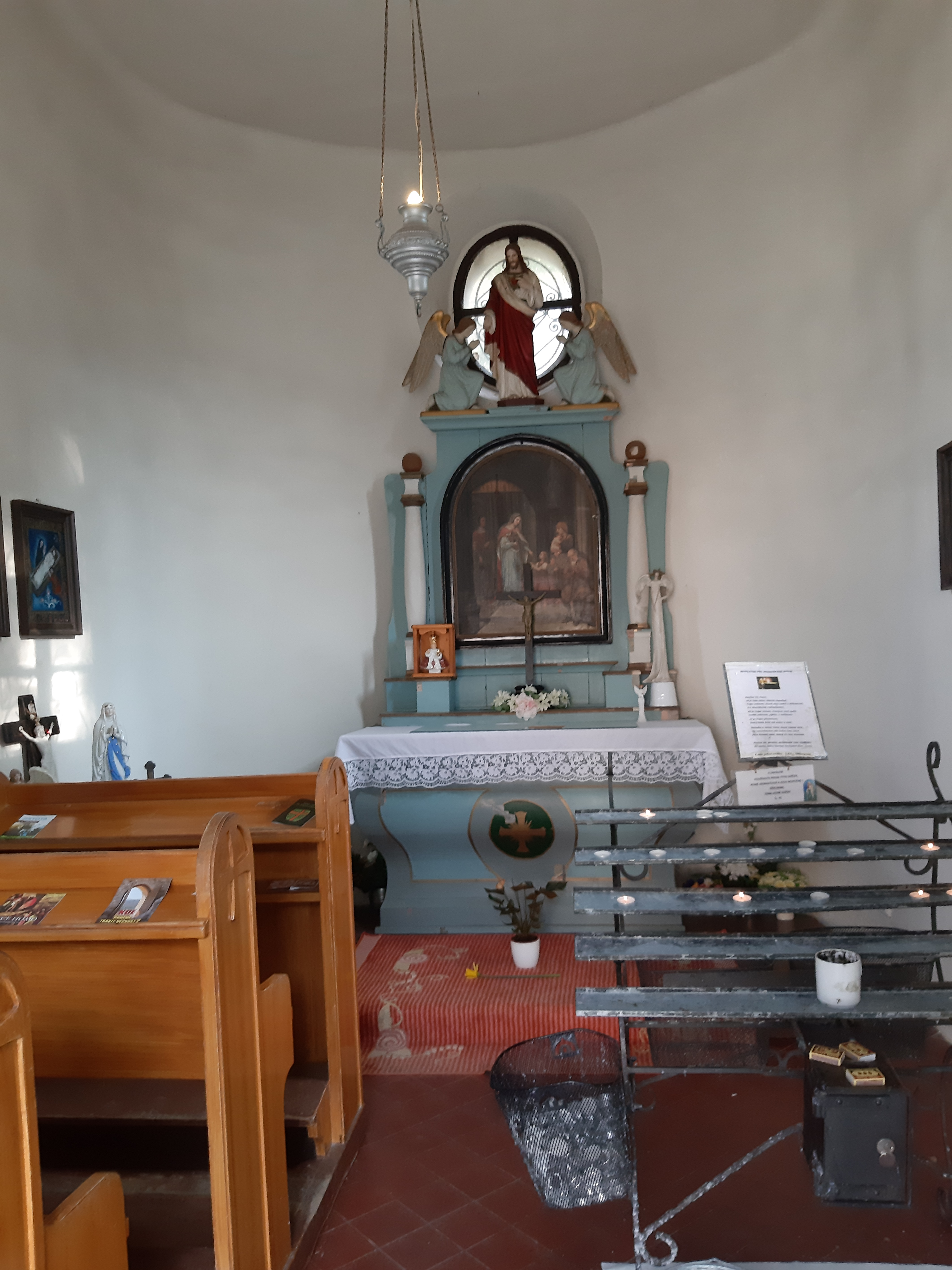
Interiér kaple

Jedná se o samostatně stojící stavbu na obdélníkovém půdorysu s půlkruhovým závěrem. Břidlicová střecha je sedlová, nad závěrem valbová, a ve vrcholu je umístěna čtyřboká zvonička s helmou a dvouramenným křížem. Průčelí s nízkou podezdívkou je zdobeno pilastry s kompozitními hlavicemi, uprostřed mezi nimi je půlkruhově zaklenutý vstup a profilovanou archivoltou a klenákem ve vrcholu. Nad vstupem je v omítce proveden reliéfní pás s akanty, podobný rostlinný motiv je i ve tvarovaném štítu a v něm jsou zakomponovány dva erby. Zbytek fasády je rýhovaný, na bocích je vždy prolomeno jedno půlkruhově klenuté okno s profilovanou šambránou, v závěru oválné okno.

## Zajímavost
V roce 2022 bylo umožněno dětem umisťovat v kapli vzkazy Bohu.